# Do Somethin'
"Do Somethin'" é uma canção da artista americana Britney Spears, presente em seu primeiro álbum de compilação de grandes hits, Greatest Hits: My Prerogative. Foi lançado em 19 de janeiro de 2005 pela Jive Records como o segundo single mundial do álbum, exceto na América do Norte. Produzida por Bloodshy & Avant, a canção nunca foi destinada a ser lançada como single e Britney teve que convencer sua gravadora para gravar um videoclipe para o mesmo. "Do Somethin'" é uma canção dance-pop com o uso de guitarras elétricas. Liricamente, ele se refere a ter um bom tempo e não se importar sobre o julgamento de outras pessoas.
"Do Somethin'" recebeu opiniões positivas dos críticos. Embora a canção não tenha sido lançada nos Estados Unidos, atingiu posições em várias paradas da Billboard devido aos downloads digitais e conseguiu alcançar a posição de númer cem no Hot 100. Também obteve um sucesso mundial, chegando nas dez primeiras posições em países como Austrália, Dinamarca, Suécia e Reino Unido. Spears performou "Do Somethin'" na sua turnê promocional de 2007 M+M's e na turnê mundial de 2009 The Circus Starring Britney Spears.
O videoclipe para acompanhar a canção foi co-dirigido por Bille Woodruff e por Spears, aonde aparece creditada com seu alterego "Mona Lisa". Mostra Spears e quatro amigas dançando e atuando em uma boate. O uso de um painel da Louis Vuitton no vídeo resultou em uma ação judicial contra a gravadora Jive Records, na qual o vencedor foi Louis Vuitton e tiveram que pagar 80.000 euros de indenização.

## Antecedentes e composição
|                                                    | "Do Somethin'" Uma amostra de 22 segundos de "Do Somethin'", onde mostra Britney cantando o refrão. |
| Problemas para escutar este arquivo? Veja a ajuda. | |

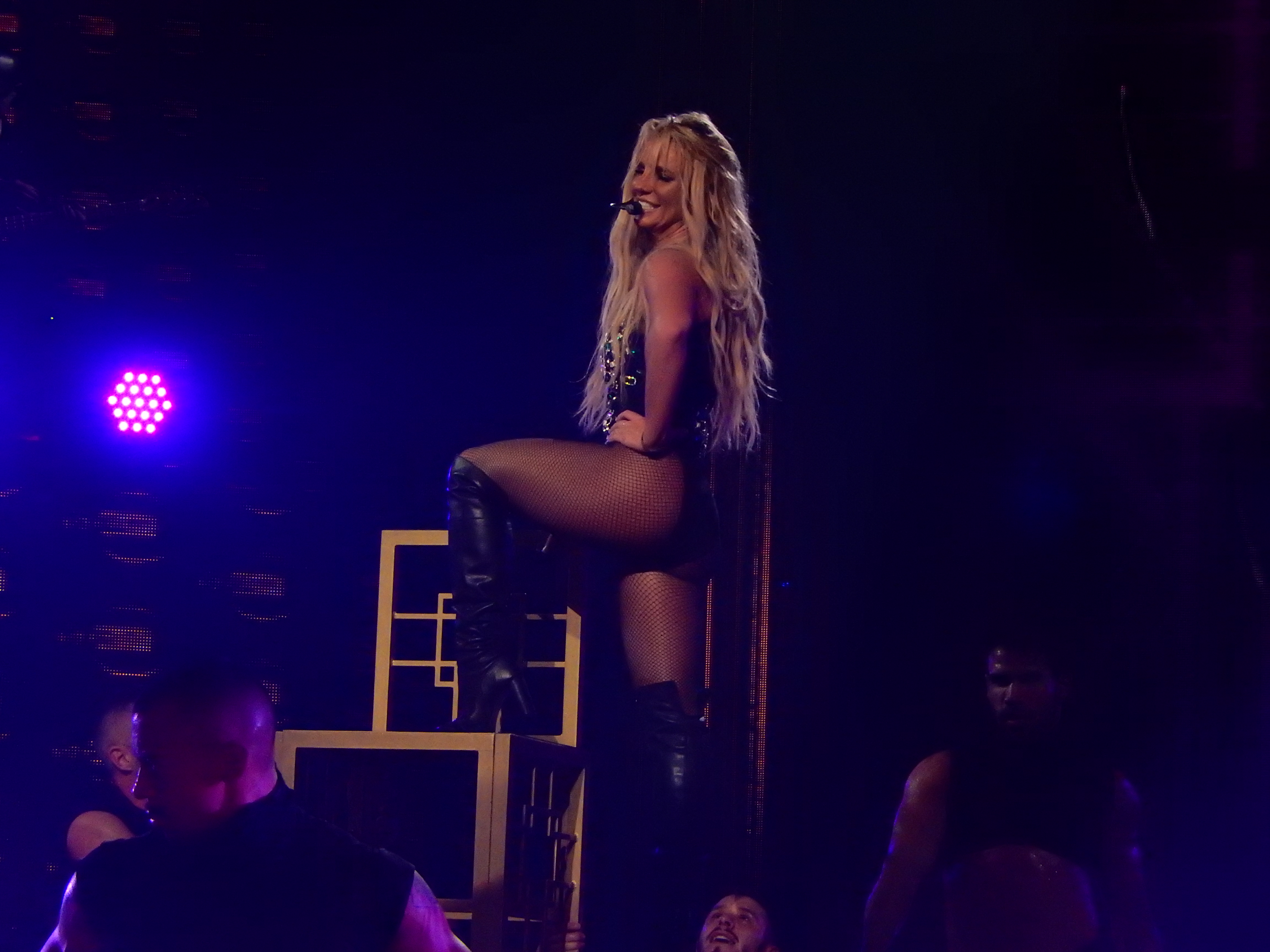
London (Apple Music Festival 2016)

"Do Somethin'" foi produzido pela equipe sueca Bloodshy & Avant, que produziu seu single "Toxic", presente em seu quarto álbum de estúdio In the Zone (2003). A canção foi gravada e organizados na Murlyn Studios, em Estocolmo, Suécia. Spears gravou seus vocais na Battery Studios, na Cidade de Nova Iorque. Os vocais de apoio foram fornecidos pela Spears, Angelo Hunte e BlackCell. A canção nunca foi planejada para ser lançada como single. No entanto, Spears pretendia filmar um videoclipe para a canção e teve que discutir com sua gravadora para fazer isso. Ela explicou que ela estava "um pouco desapontada" e queria convencê-los "que gravar este vídeo era a coisa certa a fazer no momento". "Do Somethin'" é uma canção dance-pop com o uso de guitarras elétricas e uma "colisão de batida" como descrito por Spence D. da IGN. Suas letras referem-se a se divertir enquanto está sendo observado por outras pessoas. De acordo com o publicado em partituras no Musicnotes.com pela EMI Music Publishing, é fixado em um andamento rápido com 130 batidas por minuto. A canção foi escrita em forma de Mi menor, e os vocais de Spears se estendem desde a baixa nota de E3 para a nota alta do C5.

## Recepção

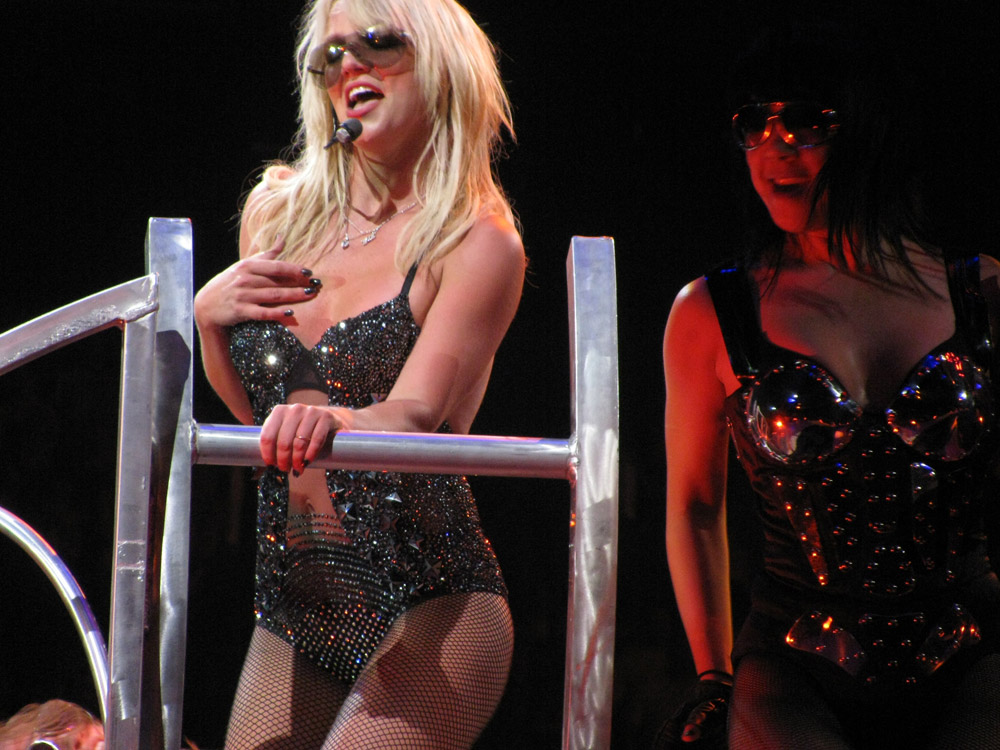
Spears performando "Do Somethin'" na The Circus Starring Britney Spears.

### Opinião da crítica
"Do Somethin'" recebeu opiniões positivas dos críticos contemporâneos. Stephen Thomas Erlewine do Allmusic disse que, juntamente com "I've Just Begun (Having My Fun)", elas são "duas canções inéditas muito boas". Annabel Leathes do BBC Online comentou, que são "[duas] robustas, faixas inéditas [que] sugerem, no entanto, que ela ainda pode estar produzindo alguns No.1, antes de tirar um tempo para cantar canções de ninar para seus filhos". Ann Powers da Blender chamou a canção de "uma decente crunk onde ela canta em uma fala arrastada com sotaque de cutesy-poo, que sugere que ela poderia participar do filme The Dukes of Hazzard num papel sexy junto com Jessica Simpson".

### Performance comercial
Embora "Do Somethin'" nunca tenha sido lanção fisicamente nos Estados Unidos, a canção atingiu a posição de número cem na Billboard Hot 100 devido aos downloads digitais em 26 de abril de 2005. A canção também apareceu no Pop 100 e na Hot Digital Song da Billboard atingindo as posições de número sessenta e três e quarenta e nove, respectivamente. Até agosto de 2010, "Do Somethin'" havia vendido 363.000 downloads digitais pagos nos Estados Unidos. Na Austrália, a canção estreou na posição de número oito na semana de 7 de março de 2005. Desde então, foi certificado como disco de Ouro pela Australian Recording Industry Association (ARIA), vendendo mais de 35.000 cópias. Na mesma semana, a canção estreou na sexta posição no Reino Unido. "Do Somethin'" teve um ótimo desempenho na Europa, atingindo o top dez da Bélgica (Flandres), Dinamarca e Irlanda, e o top vinte na Bélgica (Valónia), República Checa, Alemanha, Noruega, Suécia, Suíça e a Holanda.

## Videoclipe
O videoclipe para "Do Somethin'" foi filmado em dezembro de 2004 em Los Angeles, Califórnia. E foi co-dirigido por Spears e Bille Woodruff, que já havia trabalhado com a cantora em "Born to Make You Happy" e "Overprotected". Spears descreveu as filmagens como "agitada", acrescentando que foi filmado "em apenas cinco horas". Ela também comentou sobre a co-direção com Wooodruff, dizendo que "ele não tinha nenhum ego absoluto, e o processo todo foi muito divertido." Spears é creditada como "Mona Lisa" no vídeo, onde disse "Eu meio que acho que ela é como o meu alterego, sempre que eu sinto como se estivesse fraca ou possivelmente como uma pessoa que não consegue acertas as coisas ... É um bocado mais fácil de ser chamada de 'Mona Lisa', em vez de Britney." O vídeo também foi coreografado e estilizado inteiramente por Spears, com figurino de Juicy Couture. Spears no final acomentou que trabalhar por trás das câmeras a inspirou a se tornar um diretor no futuro, explicando, "Depois de fazer cerca de 20 vídeos, fica meio chato trabalhar no mesmo papel. Eu me sinto como se estivesse atrás da câmera, às vezes é mais gratificante do que estar na frente delas."
No videoclipe, Spears usa um short jeans e um top rosa escrito "Love Boat" onde entra em um clube chamado Hole in the Wall com quatro amigas loiras. Durante o primeiro verso, elas voam em um Hummer rosa e balançam a cabeça de acordo com as batidas da canção, enquanto Spears liga o piloto automático. O Hummer tem um painel Louis Vuitton amostra. Eles finalmente chegam ao clube e dançam na pista, ao mesmo tempo que são olhadas por outras pessoas. Perto do final do vídeo, Spears e suas colegas começam a performar no palco. O vídeo também inclui cenas intercaladas de Spears em um quarto separado, vestindo roupa preta e um mini casaco de pele branco, que foi comparado com as cenas em preto-e-branco no vídeo da música "My Prerogative". Jennifer Vineyard da MTV, descreveu a atitude de Spears no vídeo "[ir] de frente e para trás e entre tentar parecer sexy e pateta." Como o videoclipe da canção não estava disponível nos canais televisivos dos Estados Unidos, foi definido para estrear na MTV UK em 21 de janeiro de 2005. No entanto, foi vazado na internet em 18 de janeiro de 2005.
Em 18 de novembro de 2007, foi relatado pela Forbes que o LVMH Louis Vuitton ganhou uma ação judicial em 80 mil euros em prejuízos devido ao uso do mesmo no painel do caminhão, que contou com o logotipo da marca sem autorização. O tribunal determinou ao diretor do vídeo que chamou a atenção para o logotipo. O tribunal decidiu que a responsabilidade pelo uso não autorizado deu-se à Sony BMG, sua subsidiária Zomba Group of Companies, bem como a MTV Online, e não a própria Spears. O videoclipe então, foi banido de ser exibido em qualquer canal da televisão europeia.

## Performances ao vivo
Spears performou "Do Somethin'" na The M+M's Tour em maio de 2007. Depois de uma performance de "Breathe on Me" do álbum In the Zone, na qual a cantora e suas quatro dançarinas escolheram um homem da platéia e dançou sensualmente em volta dele, o palco ficou escuro por alguns segundos. Pouco tempo depois, Spears subiu ao palco novamente vestindo um sutiã cor de rosa, um casaco de pele branca e uma saia jeans para executar a canção. A coreografia da apresentação foi a mesma usada no videoclipe. A canção também foi performada em sua turnê de 2009, The Circus Starring Britney Spears. Foi a segunda canção do quarto e último ato, intitulado "Electro Circ". Em algumas partes do performance, Britney e seus dançarinos carregavam armas gigantes que disparavam faíscas. Durante os primeiros shows da primeira parte na América do Norte, ela usava uma roupa de metal dourado. No entanto, em 8 de março de 2009, no show em Tampa, Spears sofreu um mal funcionamento em seu camarim, depois da performance de "I'm a Slave 4 U, e que fez o figurino da performance mudar rapidamente para uma roupa preta brilhante.

## Faixas e formatos
| - CD Single 1. "Do Somethin'" – 3:22 2. "Do Somethin'" (DJ Monk's Radio Edit) – 4:12 - Maxi Single 1. "Do Somethin'" – 3:22 2. "Do Somethin'" (DJ Monk's Radio Edit) – 4:12 3. "Do Somethin'" (Thick Vocal Mix) – 7:59 4. "Everytime" (Valentin Remix) – 3:25 | - The Singles Collection Boxset Single 1. "Do Somethin'" – 3:22 2. "Do Somethin'" (Thick Vocal Mix) – 7:59 |

## Créditos
| - Britney Spears – vocal e vocais de apoio - Bloodshy & Avant – composição, produção, arranjos, todos os intrumentos, programador - Angela Hunte - compositor - Steven Lunt – arranjos - Niklas Flyckt – mixagem | - Charles McCrorey – engenheiro - Jonas Östman – engenheiro - Henrik Jonback – guitarra - BlackCell – vocais de apoio - Emma Holmgren – vocais de apoio |

## Desempenho
| País/Parada (2005)                        | Melhor posição |
| ----------------------------------------- | -------------- |
| Alemanha (Media Control Charts)           | 18             |
| Austrália (ARIA)                          | 8              |
| Áustria (Ö3 Austria Top 40)               | 21             |
| Bélgica (Ultratop 50 Flandres)            | 12             |
| Bélgica (Ultratop 40 Valónia)             | 10             |
| Dinamarca (Hitlisten)                     | 4              |
| Estados Unidos (Billboard Hot 100)        | 100            |
| França (SNEP)                             | 70             |
| Holanda (MegaCharts)                      | 13             |
| Hungria (Mahasz)                          | 4              |
| Irlanda (IRMA)                            | 4              |
| Noruega (VG-lista)                        | 12             |
| Reino Unido (The Official Charts Company) | 1              |
| República Checa (IFPI)                    | 6              |
| Suécia (Sverigetopplistan)                | 10             |
| Suíça (Schweizer Hitparade)               | 11             |

| País               | Posição |
| ------------------ | ------- |
| Austrália          | 67      |
| Bélgica (Flandres) | 74      |
| Bélgica (Valónia)  | 96      |

| País                  | Certificação |
| --------------------- | ------------ |
| Estados Unidos (RIAA) | Ouro         |